# Илия Кашев
Илия Симеонов Кашев е български офицер от Държавна сигурност, генерал-лейтенант. Работи дълги години в Управлението за безопасност и охрана (УБО), като между 1968 и 1986 година е негов началник. Едновременно с това е заместник-министър на вътрешните работи (1978 – 1986) и член на Централния комитет на Българската комунистическа партия (1981 – 1986).

## Биография
Илия Кашев е роден на 8 юни 1922 година в село Поибрене, Панагюрско. Учи в родното си село, но през 1938 година прекъсва образованието си след завършването на трети прогимназиален клас и започва работа в София като шивач. През 1943 година е взет в армията и първоначално служи в Пловдив, а след Деветосептемврийския преврат участва в арести на военни от новия режим. По време на Българо-германската война през 1944 – 1945 година служи на фронта.
През 1946 година Кашев е назначен на работа в Държавна сигурност и става член на БКП. На 29 април 1947 година е на работа в охранителното подразделение на Държавна сигурност, където остава до края на живота си. По това време преминава четиримесечен служебен курс. През януари 1951 година е назначен за началник на отделение „Агентурно“ и малко след това е повишен в капитан. През този период оценките за него на ръководителите му са критични и отбелязват неподготвеността му за работата и тесния му „оперативен кръгозор“, а началникът на управлението Димитър Гръбчев дори предлага безуспешно да бъде преместен на друга работа. Въпреки това на 25 август 1954 година той е повишен в майор, а на 23 август 1958 година – в подполковник. През 1956 година получава и диплома за средно образование.
В края на 50-те години кариерата на Илия Кашев започва да се развива по-бързо. На 29 декември 1959 година е назначен за заместник-началник на 03 отдел в УБО, а на 1 септември 1963 година е повишен в полковник. На 25 ноември 1966 година става началник на 03 отдел. Ръководеният от него отдел се занимава с т.нар. „специално снабдяване и обслужване“ на висшите функционери на режима и техните семейства. Според негови колеги Кашев се отличава с изключителната си сервилност и успява да си създаде близки контакти в тези среди, което се оказва решаващо за последващата му кариера.
На 15 юли 1968 година Илия Кашев е назначен за заместник-началник на УБО, а след внезапната смърт на дългогодишния ръководител на управлението Димитър Гръбчев, на 5 септември е назначен на негово място със звание генерал-майор. На 13 септември 1971 година е повишен в генерал-лейтенант. Под негово ръководство УБО в още по-голяма степен се обособява от останалата част на Държавна сигурност като звено, пряко подчинено на диктатора Тодор Живков, а дейността и персоналът му се разрастват, развивайки мащабна строителна и стопанска дейност за обслужване на най-висшите кадри на режима.
През този период Кашев получава поредица от държавни награди и е назначен и на политически постове – запазвайки позицията си на началник на УБО, от 1977 година е и кандидат-член на Централния комитет на БКП, от 1978 година – заместник-министър на вътрешните работи, а от 1981 година – член на Централния комитет.
През септември 1986 година Кашев влиза в конфликт с Тодор Живков, който го заплашва с уволнение, като причината за това е предмет на различни спекулации.
Илия Кашев се самоубива на 28 септември 1986 година, като се застрелва с пистолет, докато е на почивка със съпругата си в Хисаря. В официалните съобщения е отбелязано само, че е починал след „кратко боледуване“.

### Личен живот
Негова дъщеря е Клавдия Илиева Кашева, съпруга на политика от Българската социалистическа партия Георги Пирински.

## Звания
- Капитан (1 юни 1951 г.);
- Майор (25 август 1954 г.);
- Подполковник (23 август 1958 г.);
- Полковник (1 септември 1963 г.);
- Генерал-майор (5 септември 1968 г.);
- Генерал-лейтенант (13 септември 1971 г.);

## Награди
- Почетна значка на КДС (18 август 1967)[14]
- Медал „За прослужени години“ I степен (4 август 1968)[14]
- Медал „За заслуги за сигурността и обществения ред“ (4 октомври 1969)[14]
- Орден „Народна република България“ I степен (7 юни 1972)[10]
- Орден „За народна свобода 1941 – 1944“ (19 февруари 1973)[10]
- Орден „Народна република България“ I степен (31 август 1974)[10]
- Герой на социалистическия труд (7 юни 1982)[15]
- Орден „Народна република България“ I степен (10 април 1986, за участие в т.нар. „Възродителен процес“)[16]